# Archaeopsylla erinacei
Archaeopsylla erinacei är en loppart som först beskrevs av Bouche 1835.  Archaeopsylla erinacei ingår i släktet Archaeopsylla och familjen husloppor.
Honor blir med en längd upp till 3 mm större än hannar som blir upp till 2,5 mm långa. Arten har två eller tre små taggar vid huvudet. Den allmänna kroppsbyggnaden är lika som hos andra loppor.
Arten är en parasit på igelkotten och den hittas ibland på andra djur som hund, tamkatt och människa. Vuxna exemplar livnär sig av värdens blod och ungar äter avföring från den vuxna loppan. Archaeopsylla erinacei kan överföra olika sjukdomar. En människa får ofta röd hud eller små knölar på huden.
För en framgångsrik bekämpning behövs ofta en artbestämning för att hitta rätt medel. Ämnet är en insekticid.

## Underarter
Arten delas in i följande underarter:
- A. e. erinacei
- A. e. maura